# Одо (коммуна)
Одо́ (фр. Audaux) — коммуна во Франции, находится в регионе Аквитания. Департамент — Атлантические Пиренеи. Входит в состав кантона Кёр-де-Беарн. Округ коммуны — Олорон-Сент-Мари.
Код INSEE коммуны — 64075.

## География

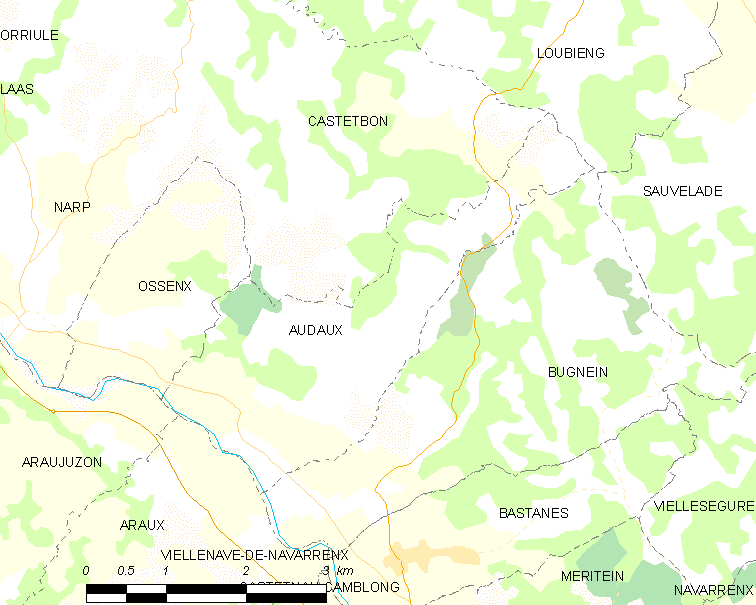
Карта коммуны

Коммуна расположена приблизительно в 660 км к югу от Парижа, в 170 км южнее Бордо, в 35 км к западу от По.
На юго-западе коммуны протекает река Гав-д’Олорон.

### Климат
Климат тёплый океанический. Зима мягкая, средняя температура января — от +5°С до +13°С, температуры ниже −10 °C бывают редко. Снег выпадает около 15 дней в году с ноября по апрель. Максимальная температура летом порядка 20-30 °C, выше 35 °C бывает очень редко. Количество осадков высокое, порядка 1100 мм в год. Характерна безветренная погода, сильные ветры очень редки.

## Население
Население коммуны на 2010 год составляло 187 человек.
| 1962 | 1968 | 1975 | 1982 | 1990 | 1999 | 2010 |
| ---- | ---- | ---- | ---- | ---- | ---- | ---- |
| 244  | 270  | 264  | 215  | 203  | 216  | 187  |

## Администрация
| Период | Период | Фамилия       | Партия | Примечания |
| ------ | ------ | ------------- | ------ | ---------- |
| 1995   | 2014   | Марк Лепра    |        |            |
| 2014   | 2020   | Шарлет Лаборд |        |            |

## Экономика
В 2010 году среди 117 человек трудоспособного возраста (15-64 лет) 87 были экономически активными, 30 — неактивными (показатель активности — 74,4 %, в 1999 году было 72,1 %). Из 87 активных жителей работали 80 человек (46 мужчин и 34 женщины), безработных было 7 (2 мужчин и 5 женщин). Среди 30 неактивных 13 человек были учениками или студентами, 14 — пенсионерами, 3 были неактивными по другим причинам.

## Достопримечательности
- Замок Одо, или Гассьон (XVII век). Исторический памятник с 1947 года[4]

## Фотогалерея

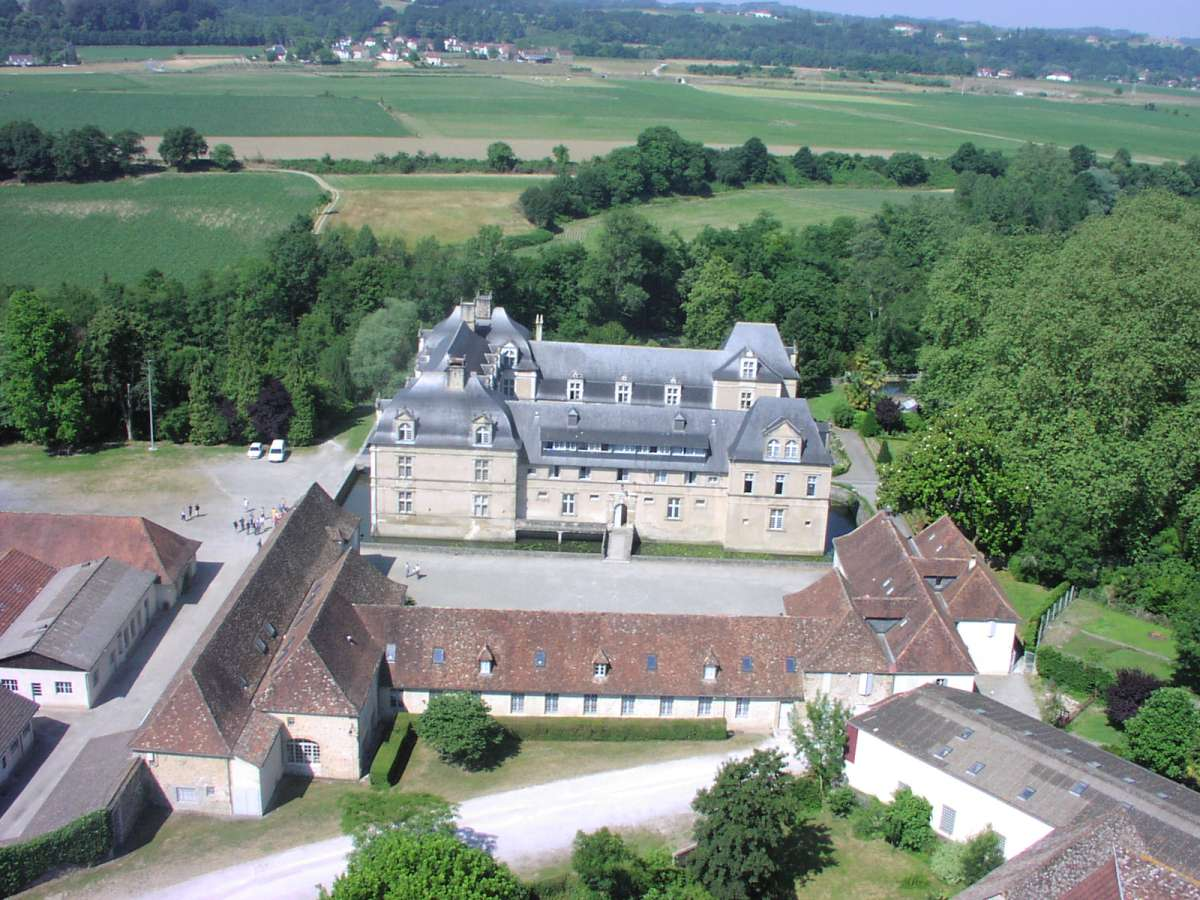
Замок Одо
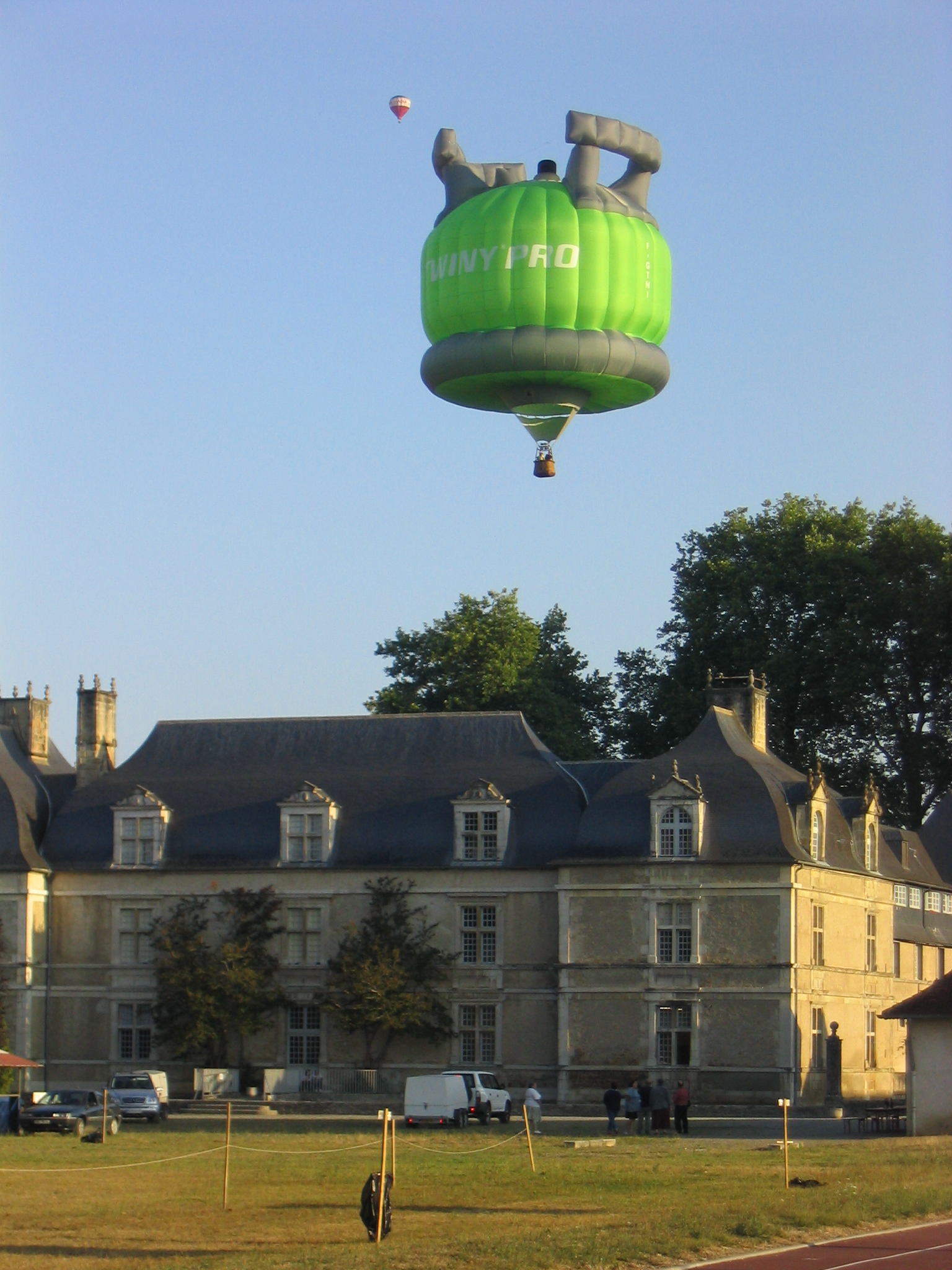
Замок Одо
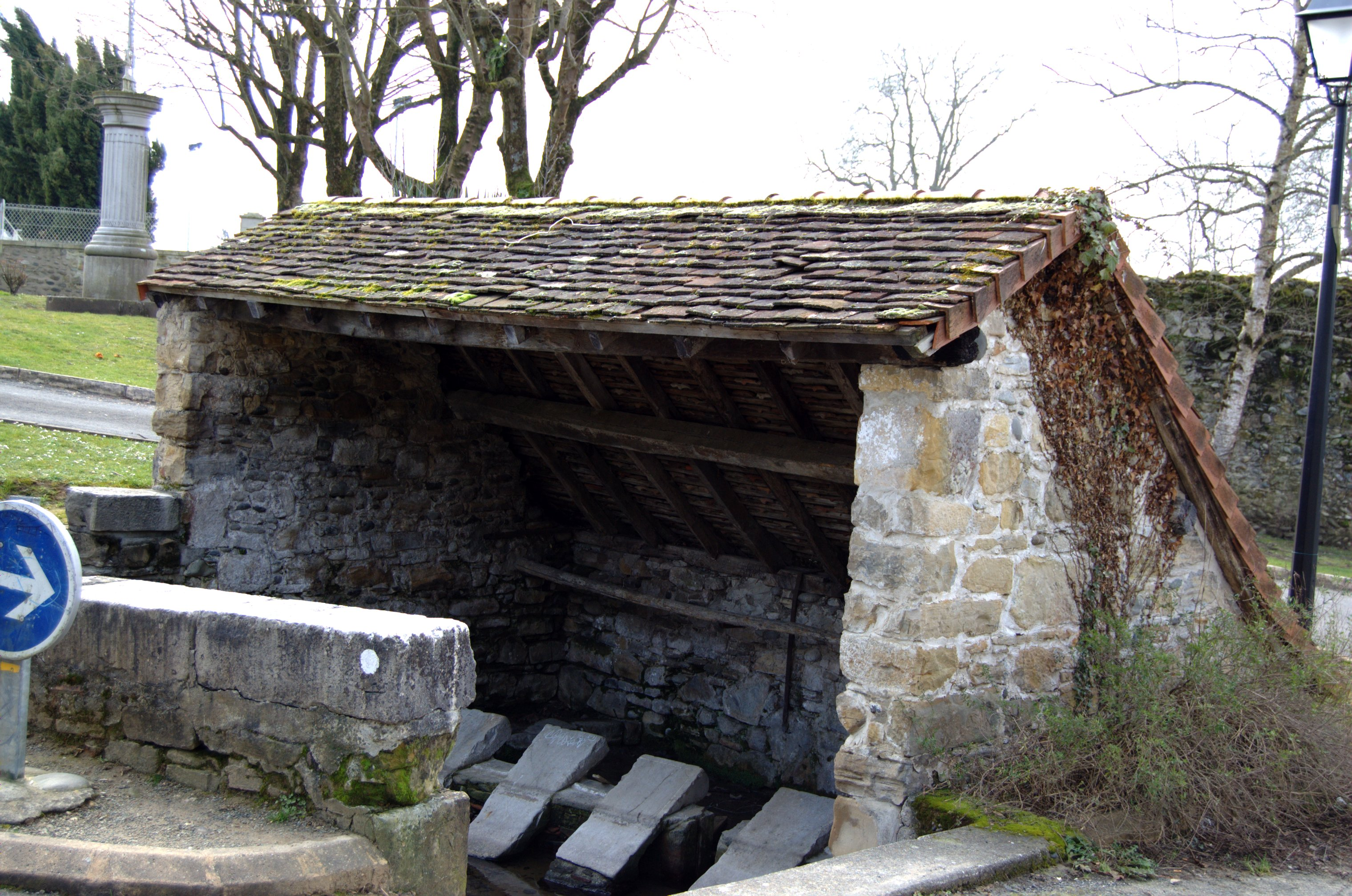
Общественная прачечная